# Kniha přísloví
Kniha přísloví nebo též Přísloví Šalomounova (hebrejsky ספר משלי nebo משלי שלמה) je jedna z knih Starého zákona, v hebrejském kánonu řazená do třetí skupiny biblických knih, mezi tzv. Spisy. 

## Obsah
Obsahem knihy jsou moudrá ponaučení, jejichž autorství je tradičně připisováno povětšinou králi Šalomounovi. Kniha pravděpodobně vznikla pod vlivem staroegyptského písemnictví, v němž měl tento druh literatury velmi dlouhou tradici v podobě literárního žánru Knih moudrých rad do života; český egyptolog Zbyněk Žába se domnívá, že obsahuje přímé překlady textu Amenemopova naučení.
Jedná se o nejstarší památku izraelského mudrosloví. Obsahově je pro tuto knihu příznačný její optimismus, který jako by nebral zřetel na životní skutečnosti: dobro bude odměněno, zlo bude potrestáno. Bohatství a blahobyt neminou člověka spravedlivého a zbožného.

## Struktura
- První sbírka

1. Vstupní slovo
2. Výstraha před svévolníky
3. Chvála moudrosti
4. Varování a výstrahy
5. Hlas moudrosti

- Druhá sbírka

1. První část
2. Druhá část

- Slova moudrých

1. První část
2. Druhá část

- Třetí sbírka, pořízená muži Chizkijášovými

1. První část
2. Druhá část

- Menší sbírky

1. Slova Agúrova
2. Číselná přísloví
3. Slova Lemúelova
4. Chvála ženy statečné[4]